# Offenbach-sur-le-Main
Pour les articles homonymes, voir Offenbach (homonymie).
Offenbach-sur-le-Main (en allemand : Offenbach am Main) est une ville allemande, située dans le Land de Hesse.

## Géographie
Située sur la rive sud du Main, la ville d'Offenbach est limitrophe de plusieurs quartiers de Francfort-sur-le-Main.

## Histoire
| Appartenances historiques Seigneurie de Falkenstein 1255-1398 Comté de Falkenstein 1398-1433 Comté d'Isembourg-Büdingen/ Comté de Sayn 1433–1446 Comté d'Isembourg-Büdingen/ Comté de Hanau 1446–1458 Comté d'Isembourg-Büdingen/ Comté de Hanau-Babenhausen 1458–1480 Comté d'Isembourg-Büdingen/ Comté de Hanau-Lichtenberg 1480–1500 Comté d'Isembourg-Büdingen 1500–1511 Comté d'Isembourg-Büdingen-Birstein 1511–1628 Comté d'Isembourg-Offenbach 1628–1711 Comté d'Isembourg-Birstein 1711–1744 Principauté d'Isembourg-Birstein 1744–1806 Principauté d'Isembourg 1806–1810 Empire d'Autriche 1815–1816 Grand-duché de Hesse 1816–1871 Empire allemand 1871–1918 République de Weimar 1918–1933 Reich allemand 1933–1945 Allemagne occupée 1945–1949 Allemagne de l'Ouest 1949–1990 Allemagne 1990–présent |

Il y a deux villages qui sont aujourd’hui des quartiers d’Offenbach : ce sont, Bürgel (depuis 1908) et Rumpenheim (depuis 1942). Bieber appartient à Offenbach depuis 1938.

## Transports
Offenbach possède sept gares ferroviaires desservies par le S-Bahn Rhin-Main :
- Gare centrale d'Offenbach
- Gare d'Offenbach-Bieber
- Gare d'Offenbach-Waldhof
- Gare d'Offenbach-sur-le-Main Est

Dont trois gares en souterrain :
- Gare de Marktplatz
- Gare du Ledermuseum
- Gare de Kaiserlei

Le Main peut être franchi à l'aide d'un trolleybac, le bac de Rumpenheim.

## Économie
La ville est le centre de l'industrie du cuir en Allemagne ; deux fois par an, s'y tient le salon international du cuir.

## Jumelages
Parmi les nombreuses villes jumelées avec Offenbach, on relève :
- Puteaux (France) depuis 1955
- Esch-sur-Alzette (Luxembourg) depuis 1956
- Mödling (Autriche) depuis 1956
- Saint-Gilles (Belgique) depuis 1956
- Tower Hamlets (Royaume-Uni) depuis 1956
- Zemun (Serbie) depuis 1956
- Velletri (Italie) depuis 1957
- Kawagoe (Japon) depuis 1983
- Rivas (Nicaragua) depuis 1988
- Orel (Russie) depuis 1988
- Kőszeg (Hongrie) depuis 1995
- Yangzhou (Chine) depuis 1997[1]

## Personnalités
- Jacob Frank (1726-1791), prétendant juif à la messianité, vécut et mourut à Offenbach.
- Joseph Jean-Baptiste Albert (1771-1822), général des armées de la République française et du 1er Empire, décédé à Offenbach.
- Charles Johannot (1783 ou 1788-1825), graveur français, né à Offenbach.
- Tony Johannot (1803-1852), graveur, illustrateur et peintre français, né à Offenbach.
- Heribert Rau (1813-1876), prêtre et théologien chrétien allemand, mort à Offenbach.
- Jacques Offenbach (1819-1880), compositeur et violoncelliste allemand naturalisé français, né à Cologne, mais dont la famille paternelle était originaire d'Offenbach-sur-le-Main ; son père Isaac Ben Juda Eberst fut surnommé « der Offenbacher » et devint Juda Isaac Offenbach en 1808.
- Christian Dell (1893-1974), designer, né à Offenbach.
- Elisabeth Schmitz (1893-1977), historienne, résistante au nazisme, décède à Offenbach
- Hans Hotter (1909-2003), baryton-basse et metteur en scène d'opéra, né à Offenbach.
- Helene Mayer (1910-1953), championne olympique d'escrime, née à Offenbach.
- Walter Buckpesch (1924-2018), maire de la ville et député de la RFA.
- Dieter Müller (né le 1er avril 1954), footballeur international allemand.
- Helma Wennemers (née le 24 juin 1969), chimiste allemande spécialisé dans la chimie organique et peptidique et professeur de chimie organique à l'École polytechnique fédérale de Zurich.
- Tuğçe Albayrak (1991-2014), étudiante allemande, y est morte après s'être interposée lors d'une bagarre.
- Gottfried Böhm (1920-2021), architecte allemand.
- Astrid Eichhorn (1983-), physicienne et professeure d'Université

## Lieux et monuments
- La City Tower, plus haute tour de la ville qui culmine à 120 mètres.
- Le Palais de Büsing.
- Le Musée de Klingspor.
- Le Château de Rumpenheim.
- Le Château d'Isenburg
- Le Musée allemand du Cuir.
- Le Musée Rosenheim.
- L'Église française réformée.

## Sports
Le Kickers Offenbach est le club de football local qui joue dans le stade Bieberer Berg (« colline de Bieber »), situé entre le centre-ville d'Offenbach et son quartier d'Offenbach-Bieber.

## Galerie

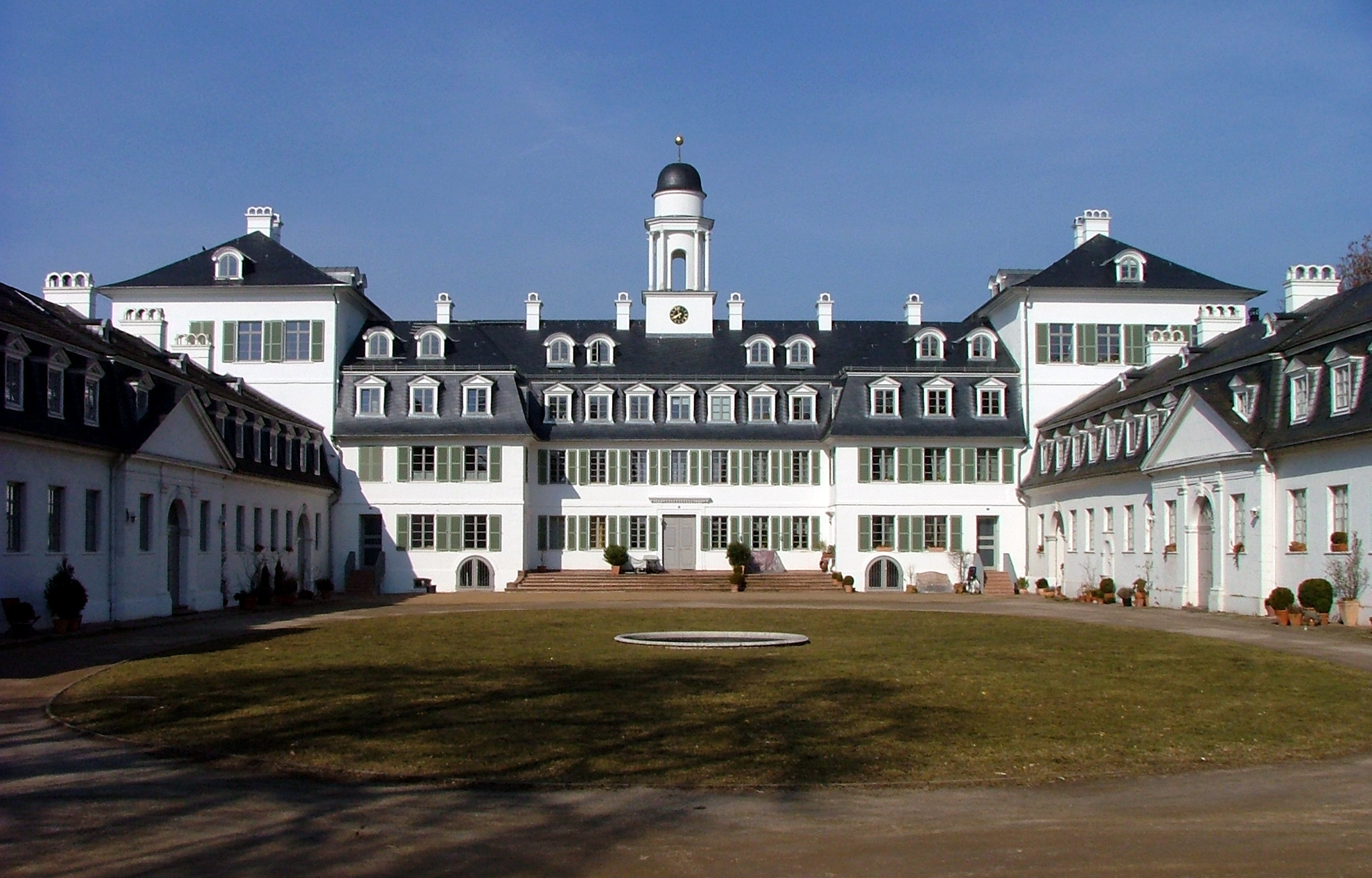
Château de Rumpenheim.
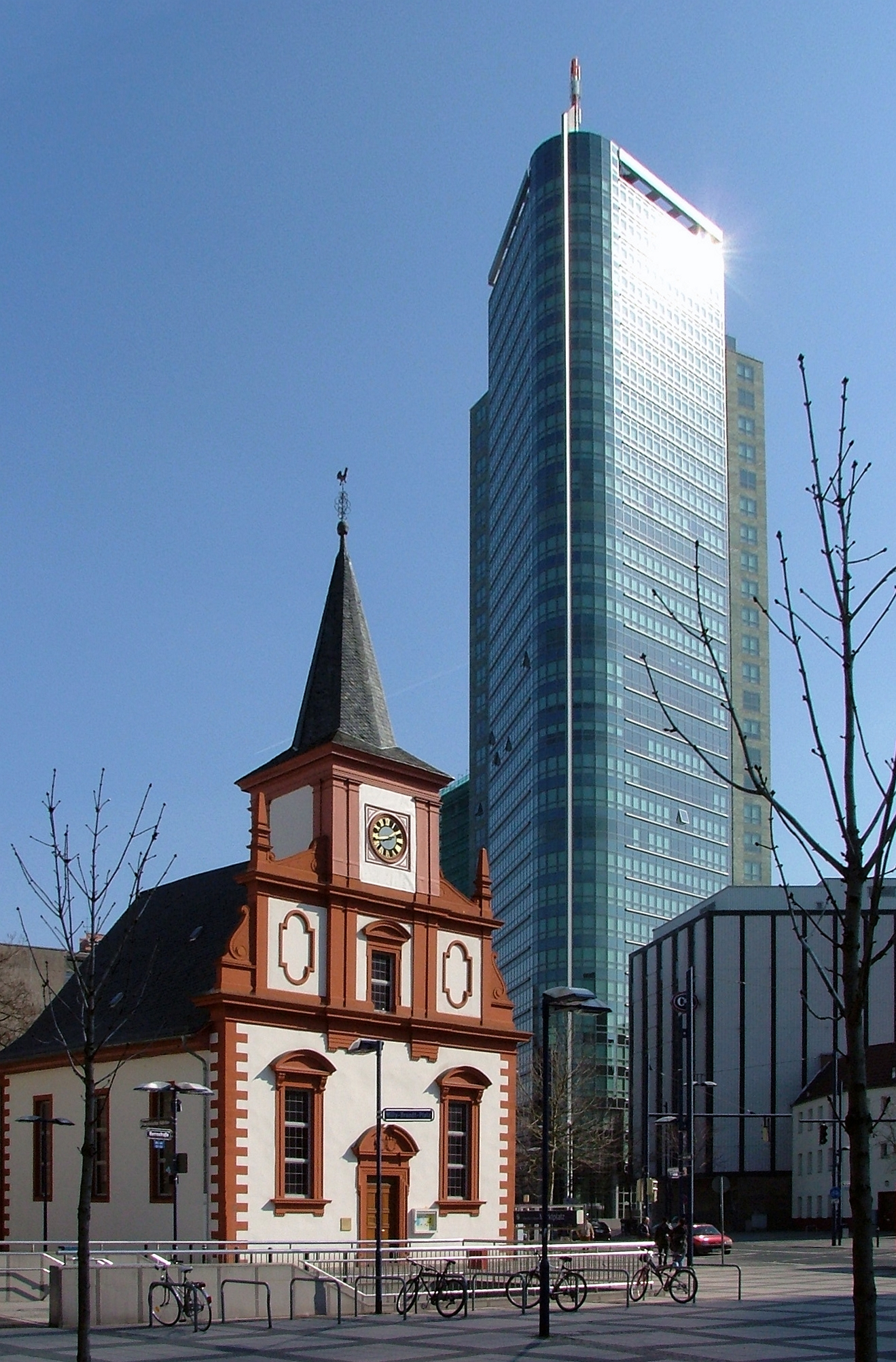
Église française et « City Tower » (120 mètres).
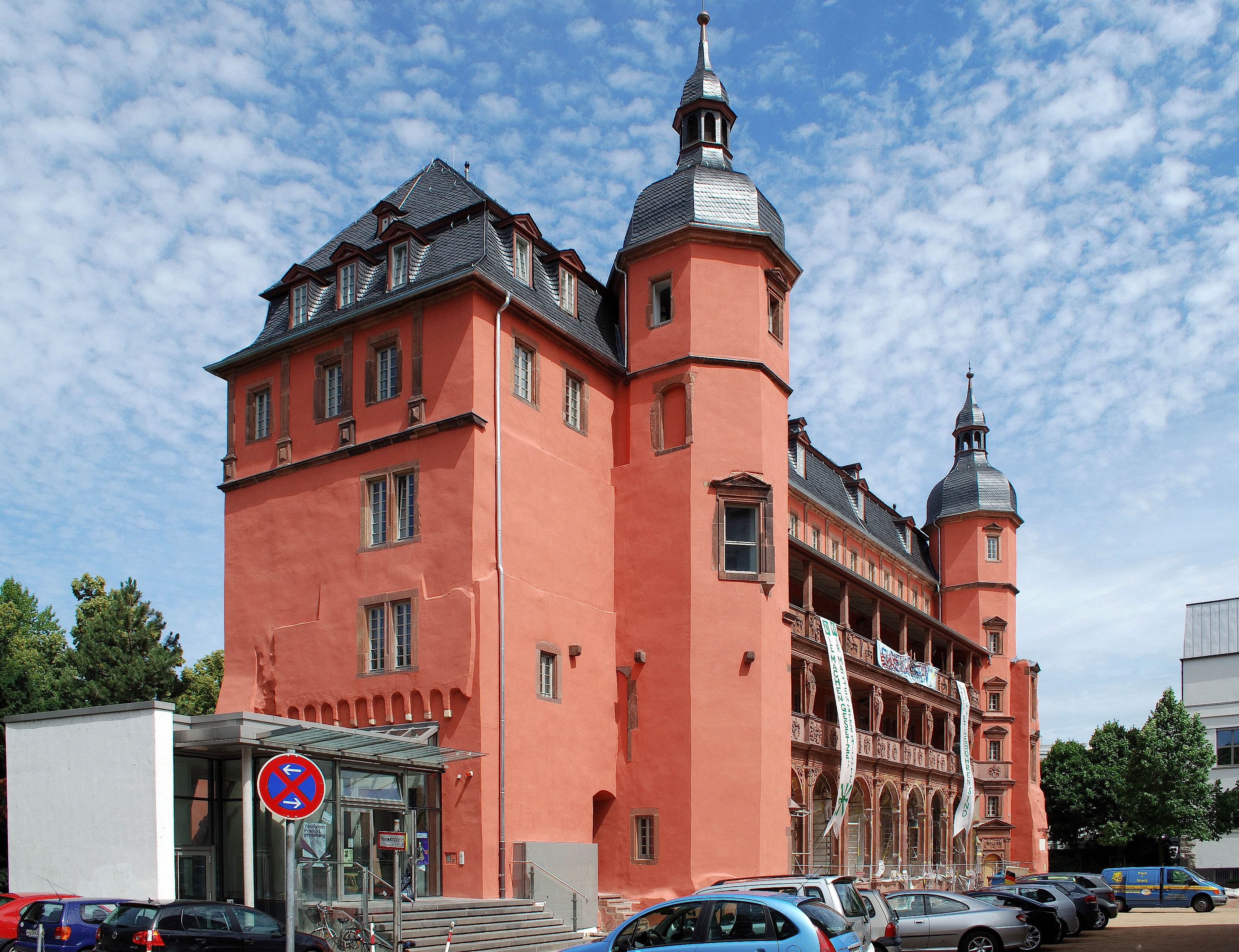
Château d'Isenburg.
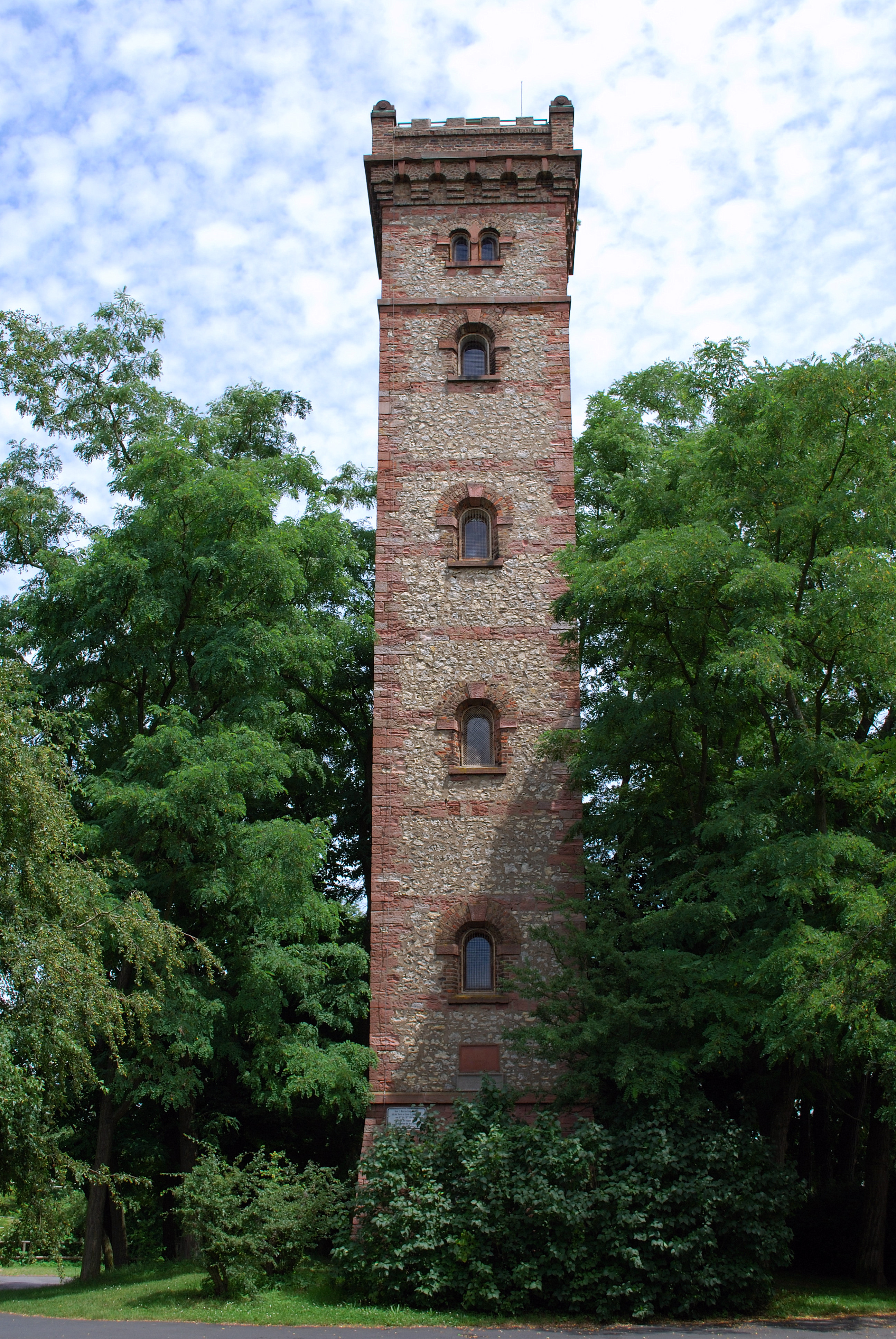
Tour de Bieber.
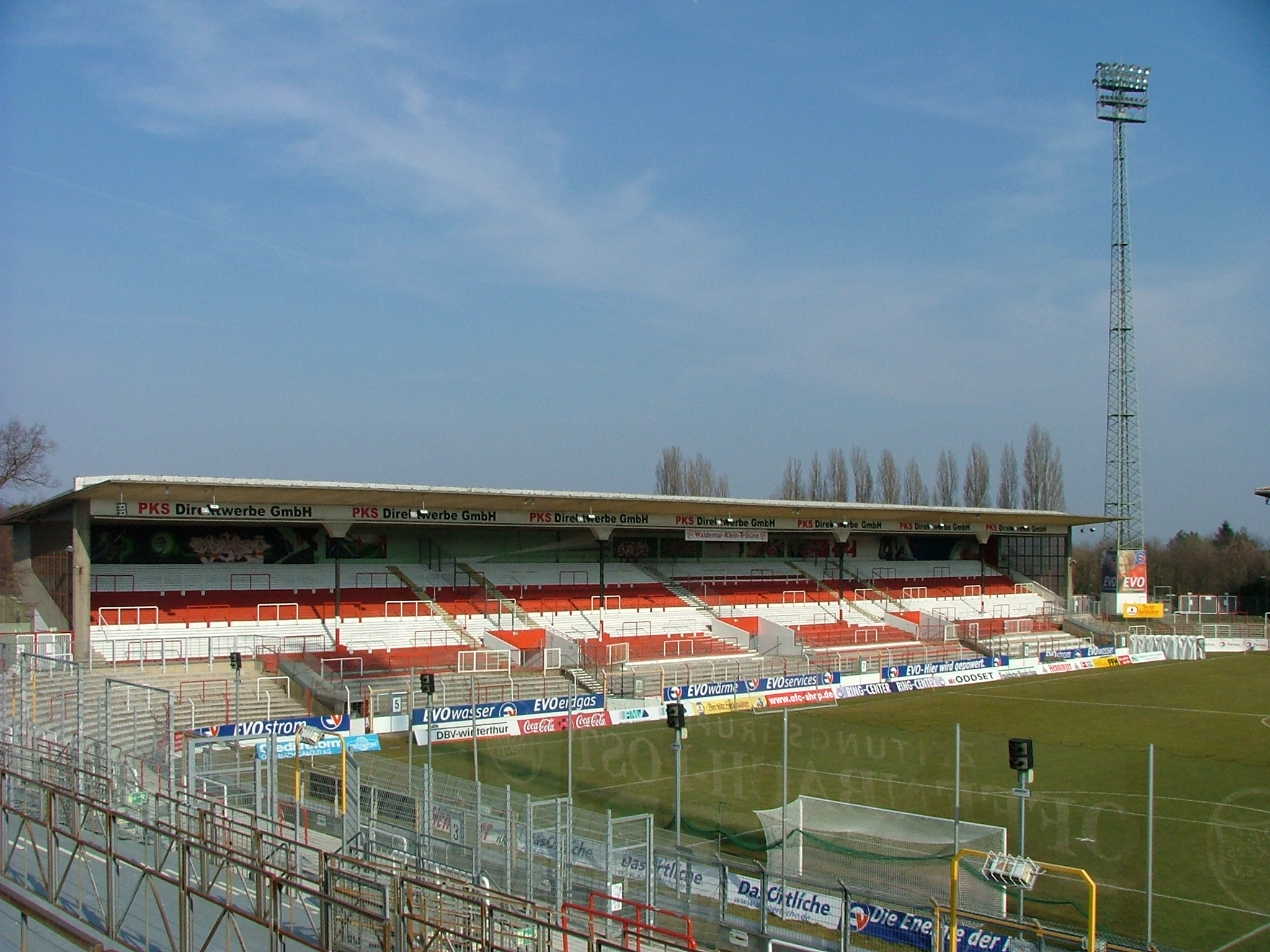
Le stade « Bieberer Berg ».
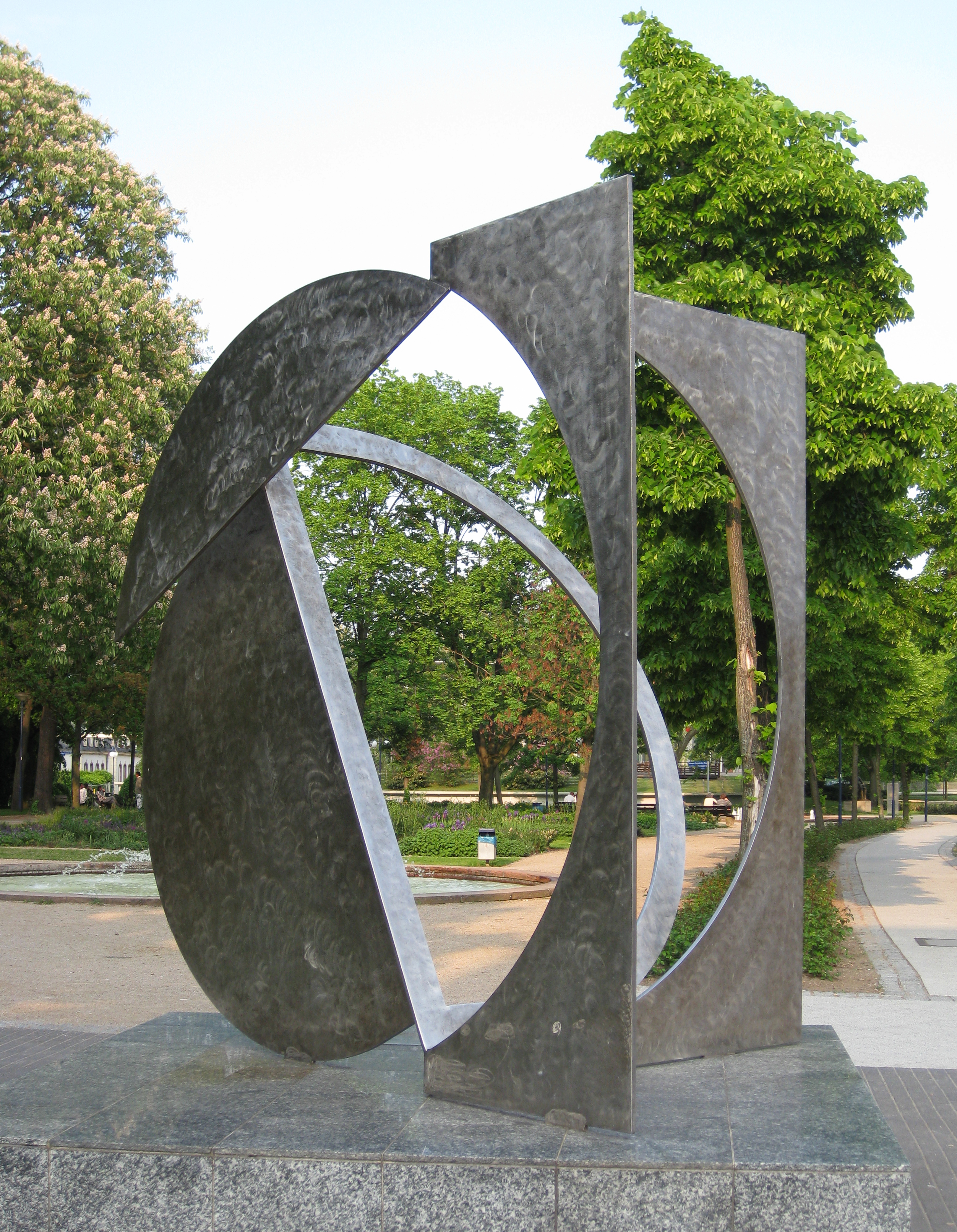
Folded Square D, sculpture de Fletcher Benton (Berliner/Kaiserstr.)